# Symplocos warburgii
Symplocos warburgii är en tvåhjärtbladig växtart som beskrevs av August Brand. Symplocos warburgii ingår i släktet Symplocos och familjen Symplocaceae. Inga underarter finns listade i Catalogue of Life.